# Ácido 1-naftalenacético
El ácido 1-naftalenacético o ácido naftalenacético es un compuesto orgánico de fórmula C10H7CH2CO2H, con propiedades hormonales. Su sigla es NAA en inglés y ANA en español. Pertenece a la familia de las auxinas y tiene usos diversos en las ciencias agrícolas, entre los cuales sobresalen su utilización como agente de enraizamiento de estacas, como inductor de raíces en explantos en condiciones de asepsia (cultivo de tejidos vegetales), y como raleador químico de frutos.

## Características generales
El ácido 1-naftalenacético es un compuesto sólido cristalino, incoloro o ligeramente amarillento, soluble en solventes orgánicos. Cuenta con un grupo carboximetilo (CH2CO2H) unido al carbono 1 (C1) del grupo naftaleno.

## Usos
El ácido 1-naftalenacético es utilizado en la agricultura para fines diversos.

### Agente de enraizamiento
El ácido 1-naftalenacético es una hormona vegetal de síntesis perteneciente a la familia de las auxinas. El ácido 1-naftalenacético y el ácido indolbutírico son los compuestos más utilizados en la propagación vegetativa realizada a partir de estacas y de trozos de hojas. Desde que en 1935 se descubrió que estos dos compuestos eran más potentes que el ácido indolacético, se convirtieron en las auxinas más usadas para el enraizamiento de estacas y para la micropropagación (cultivo de tejidos vegetales).
Es componente de muchos productos comerciales utilizados para el enraizamiento de especies frutales y hortícolas. En micropropagación de diversas especies, el ácido 1-naftalenacético se añade al medio de cultivo que contiene los nutrientes esenciales para la supervivencia de los explantos. 
A diferencia del ácido indolbutírico, el ácido 1-naftalenacético no es sensible a la luz.

### Raleador químico de frutos
El ácido 1-naftalenacético también se usó para el raleo de frutos, generalmente combinado con etefón o carbaril. Los resultados más promisorios se obtuvieron en manzanos, perales, frutales cítricos, y olivos. Con esto se logra frutos de mayor tamaño y producciones más constantes con menor alternancia entre años. Se aplica después de la fecundación de las flores, por pulverización sobre las plantas. Aplicaciones con concentraciones o volúmenes mayores a los óptimos pueden provocar efectos negativos, y causar la inhibición del crecimiento o desarrollo de las plantas.
Por otra parte, el ácido 1-naftalenacético puede prevenir la abscisión de flores en pimiento.

Regulador de la carga frutal
El ANA aplicado en dosis de 10-20 ppm inmediatamente en el momento en que los frutos (en manzanos y perales) comienzan a caer puede controlar la caída por una (1 aplicación) a dos semanas (con 2 aplicaciones) (demora 2 días en hacer efecto).
Interfiere sobre las transcripción de las enzimas que generan la absición (PGasa y Celulasas) pero no en la producción de etileno, por lo tanto la fruta sigue madurando.  
La combinación de ANA con un inhibidor de etileno mejora la capacidad de retención más que cualquiera de ellos por separado y la inhibición de la producción de etileno contribuye a retrasar la madurez.

### En especies ornamentales
El ácido 1-naftalenacético fue capaz de prevenir la abscisión de botones florales en algunas especies ornamentales del género Rosa sp., pero a su vez promovió la abscisión de hojas y la clorosis (amarillamiento) de hojas. En Bougainvillea spectabilis (Santa Rita) se observó que el ácido 1-naftalenacético incrementa la longevidad de las brácteas —principales responsables de su carácter ornamental— y demora su decoloración. También es capaz de extender la vida en postcosecha de Eustoma russellianum.

## Síntesis, regulación y detección
El ácido 1-naftalenacético no ocurre naturalmente. Se sintetiza por hidrólisis del 1-naftalen acetonitrilo.
Se considera al ácido 1-naftalenacético un compuesto ligeramente tóxico a las concentraciones usadas comercialmente, pero a concentraciones más altas puede ser tóxico para los animales. Esto se demostró cuando se prueba en ratas a través de la ingestión oral en 1000-5900 mg/kg.
Los principales peligros en el uso y manejo del ácido 1-naftalenacético radican en algunas de sus propiedades toxicológicas. Es tóxico principalmente por inhalación y contacto dérmico. Los efectos por exposición incluyen irritación nasal, dérmica y ocular. Se debe utilizar guantes para manipular esta sustancia. Es un material no inflamable y no corrosivo, que se debe almacenar en un lugar fresco, oscuro y seco.
Como todas las auxinas, el ácido 1-naftalenacético es tóxico para las plantas a altas concentraciones. En los Estados Unidos, bajo la Ley Federal de Insecticidas, Fungicidas y Rodenticidas (Federal Insecticide, Fungicide, and Rodenticide Act), los productos que contienen ácido 1-naftalenacético requieren su registro como plaguicidas ante la Agencia de Protección Ambiental, ya que se lo considera un pesticida biológico o biopesticida.
El ácido 1-naftalenacético puede detectarse con un HPLC acoplado a un espectrómetro de masas por el método TOF-MS (en tiempo de vuelo). Asimismo, existe un biosensor portátil para la detección del ácido 1-naftalenacético en frutas y hortalizas a campo.